# 棒のぼり
棒のぼり（ぼうのぼり）とは、主に小学校や子供向けの公園・遊び場などの屋外に設置された、地面に直立した棒状の固定遊具を上る競技、トレーニング、子供の遊びの一つ。または、そのための「棒」および「棒を支える器具」のこと。音が倒置した「のぼり棒」「上(登)り棒」とも称される。元は木登りの訓練を応用したものである。
小学校体育で、腕や足の筋肉を鍛えるために児童に行なわせる。
足の裏・足の指を上手に使うことで昇りやすくなることで、基本的に裸足で昇る。そのため、足を鍛えるためには効果があるとされる。昇った後に勢い良く降り過ぎると、手や足と棒の間に摩擦熱が発生し、熱く感じることがある。酷い場合は軽い火傷を負うこともある。
ロープ登りと同じように足を一切絡ませないで登ることも可能。腕力、背筋力、腹筋等を酷使する上半身全体を使用する強度の高いトレーニングである。固定されている分ロープ登りよりもやや難度は低くなる。
また、人間こいのぼり（人間フラッグ・ヒューマンフラッグ）を行う際にも、この「棒」が用いられることが多い。
棒のぼりで用いられる固定遊具は「攀登棒」「はんとう棒」（はんとうぼう）が一般名称であり、製造メーカーのカタログ等においても「はん登棒(公園遊具)」等の名称で取り扱われている。